# Ceritoturris thailandica
Ceritoturris thailandica é uma espécie de gastrópode do gênero Ceritoturris, pertencente a família Horaiclavidae.